# Rohozná (okres Svitavy)
Obec Rohozná se nachází v okrese Svitavy v Pardubickém kraji. Žije zde 627 obyvatel.

## Historie
Historie obce je spjata s kolonizací krajiny podél horního toku Křetínky, jejímž centrem byl nově založený hrad Svojanov, tedy nejspíše s druhou polovinou 13. století. První písemná zmínka o hradu pochází z roku 1287, kdy jej jako dědictví po své manželce, královně-vdově Kunhutě, získal na krátkou dobu Záviš z Falkenštejna. Do psané historie však ves vstupuje až v roce 1349[ujasnit] v souvislosti s žádostí o obsazení zdejší farnosti. Kostel svatého Erasma byl postaven v první třetině 14. století, jak dokládá polygonální kněžiště kostela. S výjimkou krátkého období let 1557–1583 byla vesnice stálou součástí svojanovského panství.
Nová Rohozná byla postavena na pozemcích Rohozenského dvora pro potřeby dělníků a jejich rodin, z části německé národnosti z okolí, baronem Rüdigerem ze Stillfriedu kolem roku 1823. Tato část vesnice je dodnes lidově zvána Familie.

## Obyvatelstvo
Rohozná byla největší českou obcí bývalého poličského okresu. Podle sčítání lidu v roce 1921 měla 2 054 a 308 domů. V roce 1945 v Rohozné bylo 2 560 obyvatel a 380 domů. Po druhé světové válce odešla celá polovina obyvatel do sousedních obcí a Svitav osídlit zemědělské usedlosti a domy po odsunutých Němcích. Počet obyvatel Rohozné v roce 1945 klesl na 1 170. Při sčítání lidu v roce 2001 měla Rohozná 723 obyvatel.

## Obecní správa

### Části obce
- Rohozná
- Manova Lhota

### Znak
Obci byl udělen obecní znak, který byl spolu s praporem vysvěcen dne 25. září 2010.

## Kultura

### Spolky
Sbor dobrovolných hasičů v Rohozné je nejstarší organizace vzniklá v Rohozné 7. prosince 1890. Nově vznikající sbor měl kolem čtyřiceti členů. Poprvé hasičský sbor zasahoval 22. října 1892 při požáru domu čp. 12. Kromě hasičské činnosti sbor pořádal divadelní představení (1892) nebo plesy (1893). V roce 1896 se v Rohozné konal hasičský sjezd poličského okresu, dále byly zakoupeny hudební nástroje pro hasičskou kapelu. Největší požár členové hasili v roce 1908 na Familích, kde vyhořelo sedmnáct domů. V roce 1911 bylo se začaly používat ruční stříkačky berlovky. První hasičská zbrojnice byla dostavěna v roce 1923. Motorová stříkačka byla získána v roce 1969. Hasičský sbor získal kropicí zařízení (cisternu) v roce 1988.
V letech 1892–1989 vyhořelo v Rohozné a Manově Lhotě 137 domů. Blesk zavinil 8 požárů, vyhořelo jedno zemědělské stavení (čp. 48), dva lidé přišli o život a dvakrát hořel les (v letech 1906 a 1932).
Sokol Rohozná byl založen 27. srpna 1911 jako Tělocvičná jednota Sokol Rohozná. Patronem nově zakládajícího spolku byl Sokol Polička. Ustavující valná hromada se konala 28. září 1911. Celkový počet členů činil 20 a od října 1911 bylo započato s cvičením v sále br. Václava Borovského.

### Kino
Koncem dvacátých let 20. století bylo v hostinci U Tobiášů zřízeno kino s 200 sedadly, kde se hrály němé filmy s titulky. Po požáru bylo ve stejném místě zřízeno nové kino soukromníkem v roce 1931. V roce 1949 přešlo kino do správy Národního výboru. V listopadu 1963 bylo zřízeno a přestěhováno nové kino do sálu bývalého hostince v domě čp. 205.

## Pamětihodnosti
- Raně gotický  kostel svatého Erasma
- Pomník obětem druhé světové války před budovou školy s nápisem: Obětem fašismu 1939–1945 Bohumil Mareček, Josef Báča, Jan Gloser, Štěpán Krabička
- Boží muka se sousoším Nejsvětější Trojice (1903)
- Pamětní deska na budově školy s nápisem: V této škole se narodil spisovatel a dramatik Bohuslav Březovský 1912–1976.

## Osobnosti
- Ladislav Báča (1908–1991), pedagog, národopisec, vlastivědný pracovník a zakladatel českotěšínského muzea
- Bohuslav Březovský (1912–1976), pedagog a spisovatel
- Vladimír Škranc (1922-1999), malíř a grafik

## Galerie

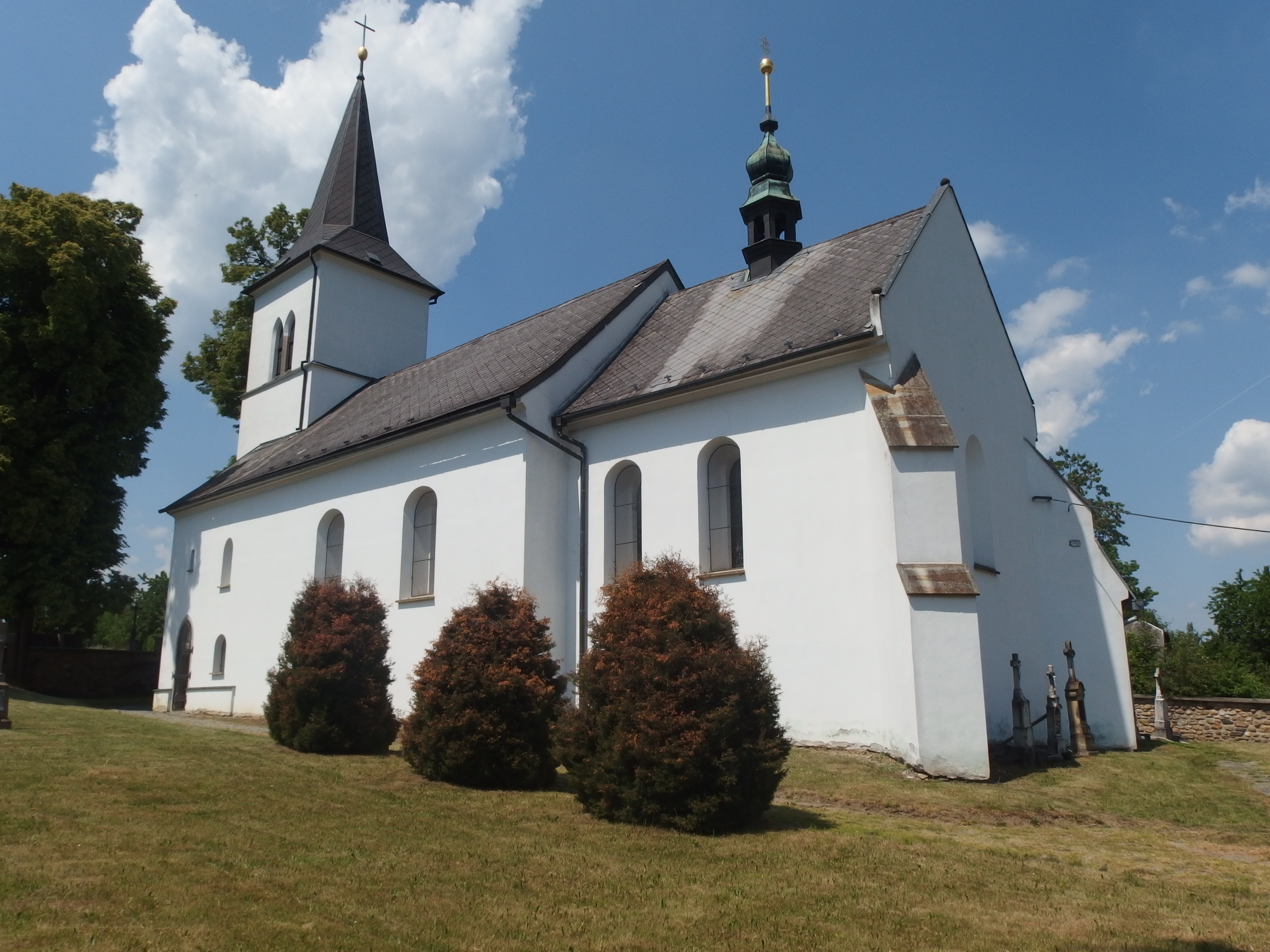
Gotický kostel svatého Erasma biskupa
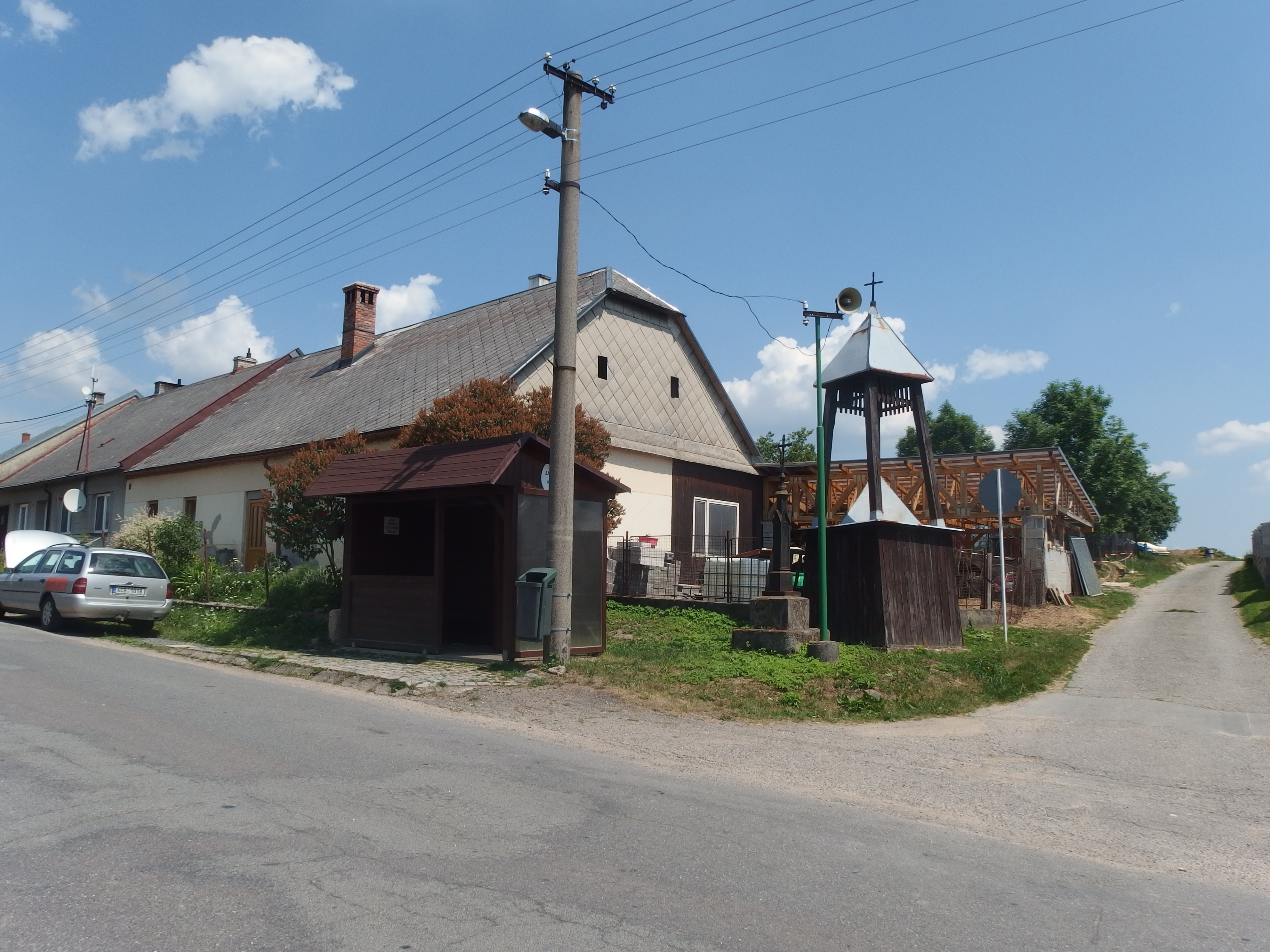
Zvonička na horním konci
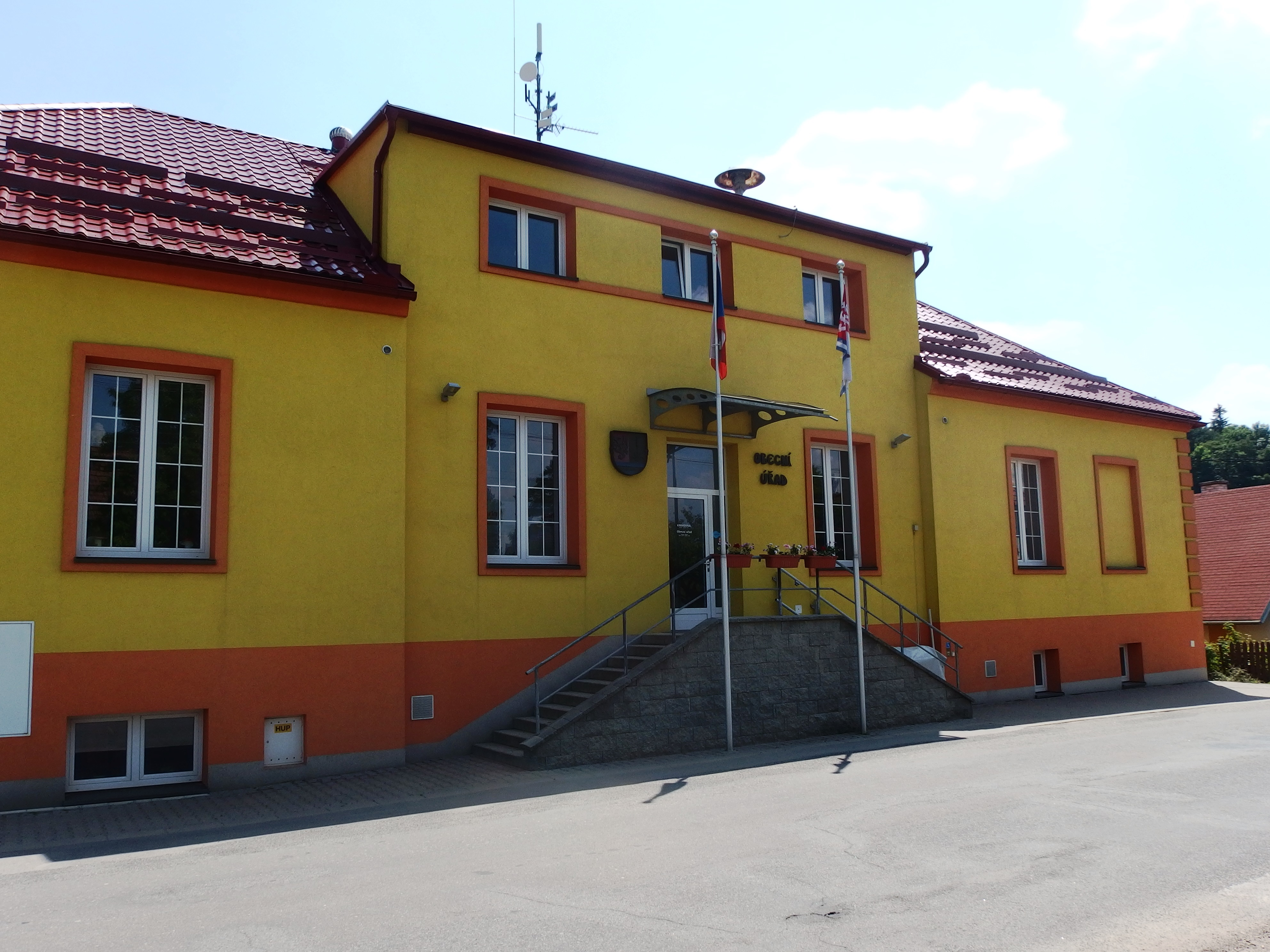
Obecní úřad
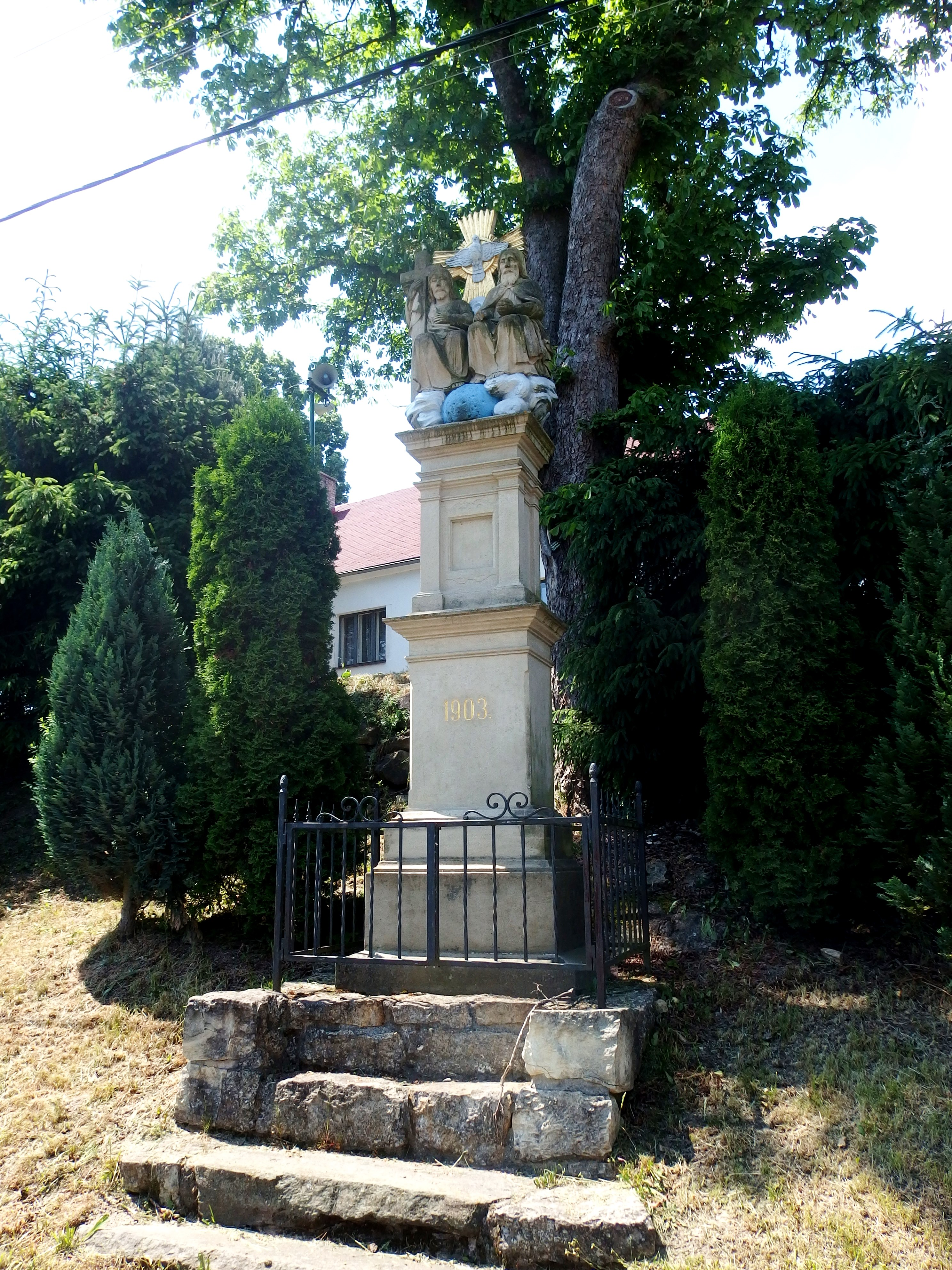
Sousoší Nejsvětější Trojice
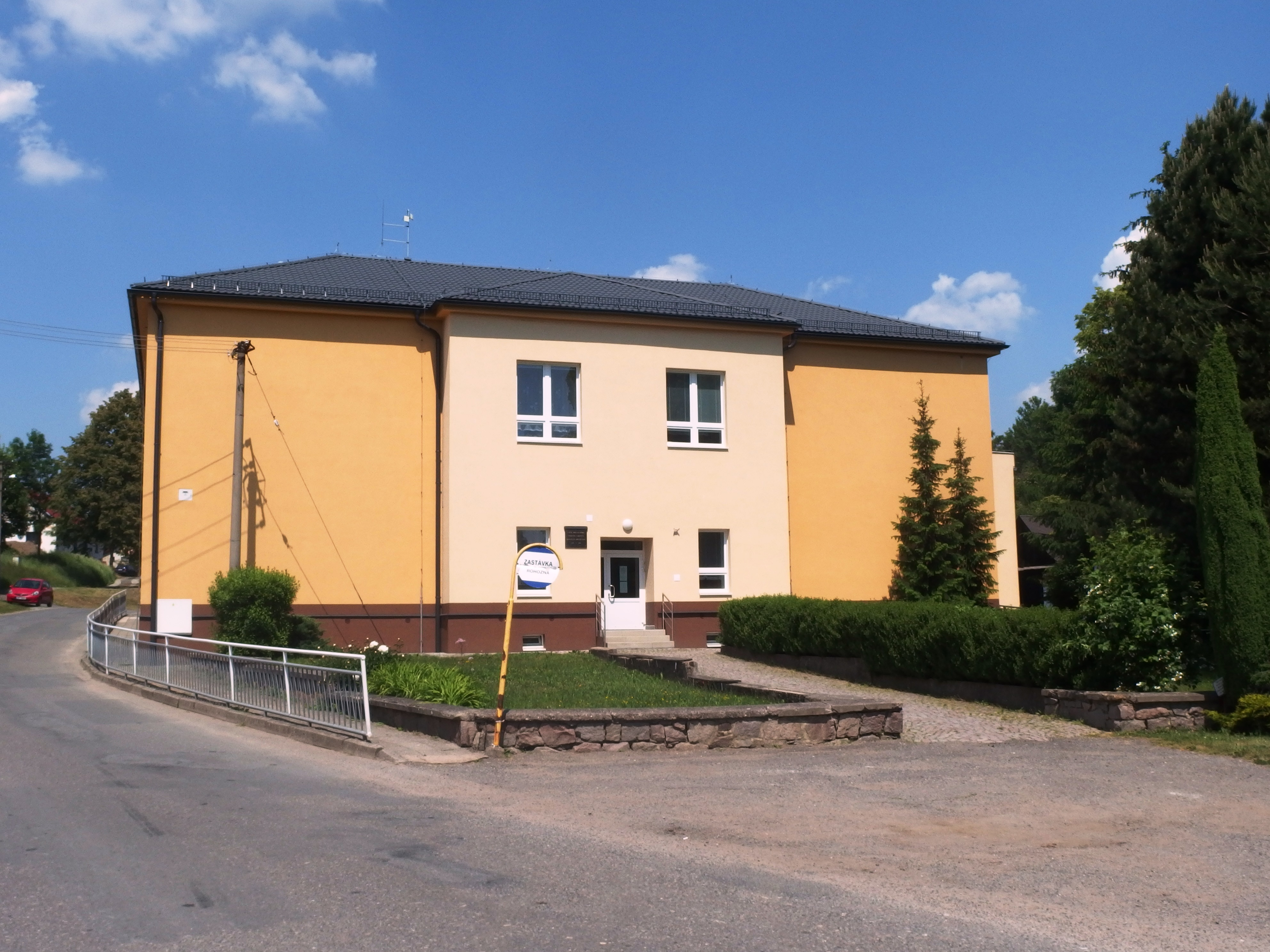
Mateřská škola, rodiště spisovatele Bohuslava Březovského (pamětní deska)